# Недо Зец
Недо Зец (Мостар, 1899 — Сарајево, 17. новембар 1971) био је лекар специјалиста за неуропсихијатрију, оснивач и професор Медицинског факултета у Сарајеву, члан Академија наука и умјетности Босне и Херцеговине, први послератни министар здравља у Народној Републици БиХ, оснивач је и први шеф Клинике за нервне и душевне болести у оквиру Медицинског одељења Универзитета у Сарајеву, која је једно време носила његово име. Оснивач је психијатријских установа на Јагомиру (1948) и Соколцу - Сокоцу (1958), као и других здравствених установа у Босни и Херцеговини. Аутор је преко 80 научних и стручних радова. Преживели је заточеник у Логору Јасеновац у периоду (1942—1943), о чему је оставио сведочанство под насловом „Ради ти, дијете, свој посао!“ (1961).

## Биографија
Дипломирао је на Медицинском факултету Универзитета у Бечу. Још као студент је радио у Неуропсихијатарској клиници професора Вангерјаурега. 
Због политичке неподобности, као отворени левичар у Краљевини Југославији уместо усавршавања, осам година је радио као срески лекар по забаченим местима у Македонији и Босни и Херцеговини. Након тога је завршио специјализацију из неуропсхијатрије и положио специјалистички испит 1934. године на Клиници за душевне болести у Београду, где је изабран за асистента.
Од 1940. године је радио на неуропсихијатарском одељењу Опште државне болнице у Сарајеву (Кошевска боница). Међутим, убрзо је успостављена НДХ.
Након што је 16. јула 1942. године из болнице успела да побегне ухапшена Олга Марасовић, секретар Месног комитета КПЈ Сарајево, у другој половини истог месеца, ухапшен је на потказивање болничара, шпијуна Усташке надзорне службе, заједно са тридесетак здравствених радника (између 32 и 35 болничара, лекара и службеника управе болнице), као активиста НОП. Цела група је током наредне две недеље мучена, а затим отпремљена у Логор Јасеновац (већина) или у Стару Градишку. Недо Зец је био један од петоро преживелих логораша из те групе. Налазио се у делу логора са радионицама. У логору је био у периоду 1942—1943. Успео је да се спасе и за собом је оставио драгоцена сведочанства о животу у логору и усташким злочинима.
На великом митингу у тек ослобођеном Сарајеву, организованом 8. априла 1945. године, са свечане трибине је поздравио ослободиоце града у име истакнутих патриота, као представник Срба. Десетак дана касније (19. април) нашао се у привременом градском народном одбору, који је обављао функцију власти до наредних избора.
Након Другог светског рата, 1945. већ као искусан представник здравствене службе, постао је први министар народног здравља Народне Републике Босне и Херцеговине. У току 1945. године Министарство народног здравља је покренуло велику акцију сузбијања пегавог тифуса, која је била успешно завршена. Значајне су и здравствене екипе с великим бројем стручњака из других република, које су обишле целу БиХ, са циљем установљавања здравственог стања становништва после рата и пружњања специјалистичке помоћи на терену. Оснивач је Института за дерматовенерологију, пуерикултуру, Института за туберкулозу и Института за здравствено просвећивање, а отворене су и две школе: Средња медицинска и Средња зубарска и зубнотехничка школа у Сарајеву. 
Године 1946. као министар народног здравља је званично отворио Медицински факултет у Сарајеву. Почетком 1947. године је именован за редовног професора Медицинског факултета у Сарајеву и постављен за шефа катедре за неуропсихијатрију и за шефа Клинике за нервне и душевне болести. Био је продекан школске 1947/48. и декан школске 1950/51. Медицинског факултета.
Објавио је око 80 научних и стручних радова, који су обајвљени у домаћим и страним часописима. Још као студент је почео да проучава шизофренију. Први је у тадашњој Југославији увео у то време модерну терапију ове болести кардијазолским шоковима. Детаљно је обрадио проблем неуроеулитичких обољења код ендемичног сифилиса раширеног у Босни и Херцеговини  и чије је сузбијање започело још током аустроугарске окупације, а завршено у Социјалистичкој Југославији. Дао је оригинална тумачења и изнео нове научне поставке о абортивној природи тих обољења.
Интензивно се бавио и проблемом миопатија и поремећајима функција мишића, о чему је објавио низ радова. Од општег значаја је његова метода лечења улкусне болести инсулиским шоковима, која је дала добре резултате. Посебно интересовање је имао за психологију деце, а значајна је и његова концепција о псеудошизофренији.
Дао је значајан допринос развоју психијатрије у Босни и Херцеговини. Оснивач је и први је водитељ Неуропсихијатријске клинике у оквиру Медицинског одељења Универзитета у Сарајеву (1947), као и психијатријских установа на Јагомиру (1948) и Соколцу - Сокоцу (1958). 
Оснивач је и неколико пута је обављао функцију председника Секције неуропсихијатара и Друштва љекара БиХ, те председник Удружења неуропсихијатара Југославије 1960.
Дневна психијтарска болница у оквиру Клиничког центра Универзитета у Сарајеву је носила његово имес до 1990-тих.
Један је од покретача часописа „Живот и здравље“. Био је члан „Просвјете“, просветног и културног друштва Срба у Босни и Херцеговини, до забране друштва 1949. Друштво је након обновитељске скупштине јула 1945. формирало секцију за народно просвећивање, чији је био члан. На основу овог пројекта, штампан је „Буквар“ у 40.000 примерака.
За свој плодоносни рад је неколико пута одликован. Добитник је Ордена рада другог реда, два пута, Оредна рада првог реда, Ордена Републике са златним венцем, Двадесетседмојулске награде БиХ, као и низа других признања.
Био је члан Научног друштва Босне и Херцеговине од његовог оснивања (1952), а пред смрт је постао редовни члан Академије науке и уметности БиХ (1971). Такође је обављао функцију секретара Одељења медицинских наука и био члан председништва Академије.

## Радови
Значајнији стручни радови:
- „О психологији дјетињства и проблемима васпитања“, „Свјетлост“, Сарајево (1950)
- „Основи медицинске психологије и психопатије“, Завод за издавање уџбеника, Сарајево (1970)
- „Neuropsychiatrie Affections and Endemie Syphilis in BiH“
- „Инсулинска терапија улкусне болести“
- „Neurosenin der Eisenhütte Zenica“
- „Das pseudoschizophrenie Syndrom“
- „Биогени амини у експерименталној и клиничкој миотонији“ (с П. Штерном)
- „Health Protection in Adolescence“
- „Strokes and the Weather“

Сведочанство из Логора Јасеновац:
- „Ради ти, дијете, свој посао!“, објављено у[10]: 
  - „Да се не заборави“, Сарајево, „Веселин Маслеша“ (1961)
  - „Отпор у жицама сећање заточеника“ 1, Београд ВИЗ (1969)
  - „Поруке“, 1 (4.7.1970)
  - „Ослобођење“ (1971)
  - „Ријечи које нису заклане, свједочанства преживјелих заточеника Логора Јасеновац“, књига I, у издању Спомен-подручја Јасеновац (1973)
  - „Catena mundi“, I Београд-Краљево(1992)